# Georgette Bréjean-Silver
Georgette Bréjean-Silver, Bréjean-Gravière à ses débuts, née Georgette-Amélie Sixsout, le 22 septembre 1870 à Paris 4e et morte le 30 août 1951 à Paris 7e, est une chanteuse d'opéra française (soprano colorature).

## Biographie
Georgette-Amélie Sixsout est la fille de François-Adolphe Sixsout, garçon marchand de vin et d'Emile Bréjeon.
Elle étudie au Conservatoire de Paris, avec Édouard Mangin et Eugène Crosti. En 1890, elle fait ses débuts à l'Opéra National de Bordeaux, où elle apparaît entre autres dans les premières locales des opéras Sapho et Esclarmonde de Jules Massenet. Elle épouse le directeur François Gravière. 
Elle obtient son premier grand succès dans le rôle-titre de Manon de Jules Massenet à l'Opéra-Comique en 1894. Elle incarne le rôle de manière si convaincante que Massenet lui compose un fabliau, alternative à la gavotte de l'acte III, pour la création bruxelloise de l'œuvre.
Lors de la création de Cendrillon de Massenet, le 24 mai 1899, Bréjean-Silver chante le rôle de la fée. Ses autres rôles importants sont Rosina dans Le Barbier de Séville de Rossini, Philine dans Mignon d'Ambroise Thomas, Eurydice dans Orphée et Eurydice de Christoph Willibald Gluck, Leila dans Les Pêcheurs de perles de Georges Bizet et Rosenn dans Le roi d'Ys d'Édouard Lalo.
En septembre 1900, veuve, elle se marie avec le compositeur Charles Silver qui a un fils Marcel,. 
En fin de carrière, elle donne des leçons et cours de chant, chez elle 21 boulevard Beauséjour,,. 

## Répertoire
- 1892 : Mazeppa, opéra en cinq actes de Clémence de Grandval sur un livret de Charles Grandmougin et Georges Hartmann,  représenté au Grand-Théâtre de Bordeaux le 24 avril.
- 1894 :  Manon de Jules Massenet à l'Opéra-Comique.
- 1895 : Ninon de Lenclos, opéra de d’Edmond Missa, sur un livret d’Arthur Bernède et André Lénéka, création à l’Opéra-Comique (salle du Châtelet) le 19 février, Ninon.
- 1897 : Mazeppa, opéra de Clémence de Grandval,  sur un livret de  Charles Grandmougin et Georges Hartmann, création au théâtre municipal de Marseille[10].
- 1897 : Orphée et Eurydice, opéra quatre actes de Christoph Willibald Gluck, paroles de Molière, représenté le 16 mars à l'Opéra-Comique, Eurydice.
- 1899 : Cendrillon, de Jules Massenet, création le 24 mai  à l’Opéra-Comique, La Féé.
- 1902 : La Belle au bois dormant, féerie-lyrique de Michel Carré, Paul Collin et Charles Silver, musique de Charles Silver, création le 3 janvier au théâtre municipal de Marseille, Princesse Aurore[11],[12],[13].
- 1902 : Sapho, de Massenet, première à l’opéra de Marseille le 22 novembre, Fanny Legrand[14].
- 1903 : Sapho, de Massenet, première à la Monnaie de Bruxelles, Fanny Legrand[15],[16].
- 1906 : La Reine Fiammette, de Catulle Mendès et Xavier Leroux, première à l’opéra de Marseille[17].
- 1908 : Le Clos, opéra-comique de Charles Silver, au Grand-cercle d'Aix-les-Bains[18].
- 1907 : Fortunio, opéra-comique d'André Messager, première à l’opéra de Marseille[19].
- 1908 : Maïda, de Charles Réty-Darcours, musique d'André Bloch, au Grand-cercle d'Aix-les-Bains, Princesse Kalidgé[20].

## Enregistrements
Certains de ses enregistrements des années 1905 et 1906 ont été conservés par Odeon et Fonotipia Records.
Elle participe à l'une des plus grandes compilation de chants classiques, The EMI Record of Singing où elle apparaît dans le Volume I - Supplément.

## Décorations
- Officier de l'Instruction publique[21].